# Aeropuerto de Leipzig-Altemburgo
El Aeropuerto de Leipzig-Altemburgo (IATA: AOC, OACI: EDAC) está ubicado a 5 kilómetros de la ciudad de Altemburgo, Alemania, ubicado a 42 kilómetros de la ciudad de Leipzig.

## Estadísticas
| Año  | Pasajeros (vuelo regular) | Pasajeros (completo) |
| 1992 | 0                         | 1.983                |
| 1995 | 0                         | 19.788               |
| 1998 | 0                         | 27.016               |
| 1999 | 0                         | 30.044               |
| 2000 | 0                         | 27.764               |
| 2001 | 0                         | 26.868               |
| 2002 | 0                         | 26.811               |
| 2003 | 51.419                    | 71.124               |
| 2004 | 76.606                    | 93.870               |
| 2005 | 100.956                   | 118.252              |
| 2006 | 90.551                    | 105.213              |
| 2007 | 124.411                   | 139.593              |